# A.C.G.T
A.C.G.T (エー・シー・ジー・ティー(A·C·G·T)) est un studio d'animation japonais fondé le 19 décembre 2000. Le studio a participé à de nombreux développements, principalement en collaboration avec d'autres studios et adapte principalement des œuvres tirées de visual novel.

C'est une filiale d'OB Planning. A.C.G.T travaille régulièrement avec Genco, qui est généralement le producteur exécutif alors qu'A.C.G.T complète la production anime.

## Liste de travail

### Séries télévisées
| Année | Titre                                                      | Dates de 1re diffusion | Dates de 1re diffusion | Nb. éps. | Notes                                                                                            |
| Année | Titre                                                      | Début                  | Fin                    | Nb. éps. | Notes                                                                                            |
| ----- | ---------------------------------------------------------- | ---------------------- | ---------------------- | -------- | ------------------------------------------------------------------------------------------------ |
| 2002  | Seven of Seven                                             | 10 janvier 2002        | 27 juin 2002           | 26       | Scénario original.                                                                               |
| 2002  | Duel Masters                                               | 21 octobre 2002        | 4 avril 2003           | 26       | Adaptation du manga de Shigenobu Matsumoto.                                                      |
| 2003  | Human Crossing (en)                                        | 5 avril 2003           | 28 juin 2003           | 13       | Adaptation du manga de Masao Yajima et Kenshi Hirokane.                                          |
| 2003  | L'Odyssée de Kino                                          | 8 avril 2003           | 8 juillet 2003         | 13       | Adaptation du light novel de Keiichi Sigsawa et Kōhaku Kuroboshi.                                |
| 2003  | Dear Boys                                                  | 8 avril 2003           | 29 septembre 2003      | 26       | Adaptation du manga de Hiroki Yagami.                                                            |
| 2004  | Koi Kaze                                                   | 1er avril 2004         | 17 juin 2004           | 13       | Adaptation du manga de Motoi Yoshida.                                                            |
| 2004  | Initial D Fourth Stage                                     | 17 avril 2004          | 18 février 2006        | 26       | Suite de Initial D Third Stage.                                                                  |
| 2005  | Lime-iro Senkitan (en)                                     | 4 janvier 2005         | 29 mars 2005           | 13       | Adaptation du jeu de ELF Corporation.                                                            |
| 2006  | Project Blue Earth SOS                                     | 2 juin 2006            | 3 décembre 2006        | 6        | Œuvre originale.                                                                                 |
| 2007  | GR: Giant Robo (en)                                        | 19 janvier 2007        | 6 juillet 2007         | 13       | Adaptation du manga de Mitsuteru Yokoyama.                                                       |
| 2007  | Wangan Midnight                                            | 8 juin 2007            | 13 septembre 2008      | 26       | Adaptation du manga de Michiharu Kusunoki.                                                       |
| 2008  | Kimi ga Aruji de Shitsuji ga Ore de (en)                   | 4 janvier 2008         | 29 mars 2008           | 13       | Adaptation du jeu vidéo de Minato Soft.                                                          |
| 2008  | Monochrome Factor (en)                                     | 7 avril 2008           | 29 septembre 2008      | 24       | Adaptation du manga de Kaili Sorano.                                                             |
| 2011  | Freezing                                                   | 8 janvier 2011         | 7 avril 2008           | 12       | Adaptation du manga de Lim Dall-young.                                                           |
| 2013  | Freezing Vibration                                         | 4 octobre 2013         | 20 décembre 2013       | 12       | Suite de Freezing .                                                                              |
| 2014  | Dai-Shogun – Great Revolution (en)                         | 9 avril 2014           | 26 juin 2014           | 12       | Œuvre originale. Co-produit avec le studio J. C. Staff.                                          |
| 2017  | Minami Kamakura High School Girls Cycling Club (en)        | 6 janvier 2017         | 15 mai 2017            | 12       | Adaptation du manga de Noriyuki Matsumoto. Co-produit avec le studio J. C. Staff.                |
| 2017  | Dies Irae (en)                                             | 7 octobre 2017         | 23 décembre 2017       | 11       | Œuvre originale.                                                                                 |
| 2019  | A Certain Scientific Accelerator (en)                      | 12 juillet 2019        | 27 septembre 2019      | 12       | Adaptation du manga de Kazuma Kamachi et Arata Yamaji.                                           |
| 2019  | Do You Love Your Mom and Her Two-Hit Multi-Target Attacks? | 13 juillet 2019        | 28 septembre 2019      | 12       | Adaptation du light novel de Dachima Inaka et Pochi Iida. Co-produit avec le studio J. C. Staff. |
| 2022  | Orient                                                     | 6 janvier 2022         | 27 septembre 2022      | 24       | Adaptation du manga de Shinobu Ohtaka.                                                           |
| 2023  | Berserk of Gluttony                                        | 1er octobre 2023       | 17 décembre 2023       | 12       | Adaptation du light novel Boushoku no Berserk de Isshiki Ichika et Fame                          |

### Films
| Année | Titre                        | Date de sortie  | Notes                           |
| ----- | ---------------------------- | --------------- | ------------------------------- |
| 2005  | Kino's Journey: Life Goes On | 19 février 2005 | Préquelle à la première saison. |

### OAV
| Année | Titre                                     | Date(s) de sortie             | Notes                                    |
| ----- | ----------------------------------------- | ----------------------------- | ---------------------------------------- |
| 2003  | New Fist of the North Star                | 24 juillet 2003 - 28 mai 2004 | Adaptation du serian novel de Buronson.  |
| 2005  | Kino's Journey: Tower Country             | 19 octobre 2005               | Préquelle à la première saison.          |
| 2007  | Initial D Battle Stage 2                  | 30 mai 2007                   | Suite de Initial D Battle Stage.         |
| 2008  | Initial D Extra Stage 2                   | 3 octobre 2008                | Suite de Initial D Extra Stage.          |
| 2017  | Dies Irae: The Dawning Days (en)          | 7 octobre 2017                | Episode 0 de l'anime.                    |
| 2018  | Dies Irae: To the Ring Reincarnation (en) | 1er juillet 2018              | Suite de l'anime.                        |
| 2019  | Do You Love Your Mom on the Shore?        | 25 mars 2010                  | Episode spécial faisant suite à l'anime. |